# Maricel Grădinariu
Maricel Grădinariu (n. 17 noiembrie 1959) este un fost deputat român în legislatura 1992-1996, ales în județul Vaslui pe listele partidului PDSR. Maricel Grădinariu a fost validat ca deputat pe data de 11 septembrie 1996 când l-a înlocuit pe deputatul Ioan Costin. 